# Kate Louise Walsh
Kate Louise Walsh (Mánchester, 9 de mayo de 1980) es una exjugadora británica de hockey sobre césped.

## Trayectoria
Walsh ganó la medalla de bronce, en Londres 2012, al derrotar a Nueva Zelanda, en el partido por el tercer puesto. En los juegos olímpicos de Río 2016 venció a Países Bajos y ganó la medalla de oro, por primera vez en la historia de su selección.